# Colotis agoye
Colotis agoye is een vlindersoort uit de familie van de Pieridae (witjes), onderfamilie Pierinae.
Colotis agoye werd in 1857 beschreven door Wallengren.